# Doble paper

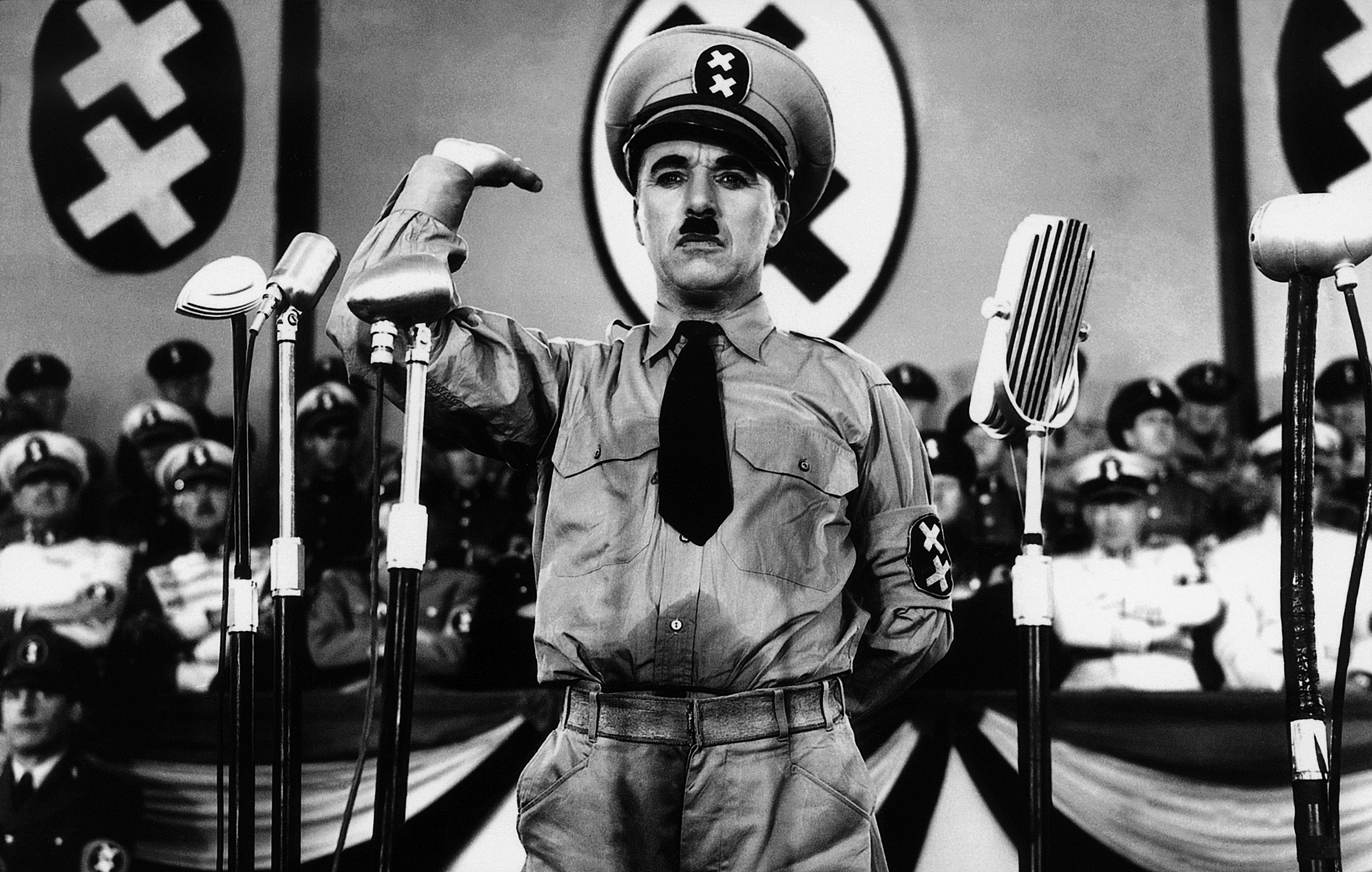
Un dels casos més famosos de doble paper: Charles Chaplin a The Great Dictator, interpretant tant el dictador Adenoid Hynkel com el barber jueu.

Al cinema o al teatre, un doble paper és l'ús d'un actor o actriu per interpretar dos o més papers. A les pel·lícules recents, es tracta principalment d'una elecció de producció deliberada, sovint per crear efectes còmics o equívocs. Per a pel·lícules més antigues o de baix pressupost, l'elecció d'un doble paper es pot fer durant la creació, a causa d'un pressupost més limitat del que s'esperava.

## Ús
El tema del doble pot induir en l'espectador una sensació de confusió, que el guió desenvolupa més particularment a través dels temes del doble joc, de la doble vida, de ser bifacial amb totes les connotacions de duplicitat, de dualitat; aquesta temàtica permet desenvolupar en particular els temes de la duplicitat, o per fer de bessons.
En particular, el doble paper sovint permet que una sola persona interpreti diversos membres de la mateixa família. És per exemple el cas de Nicolas Cage interpretant Charlie Kaufman i el seu germà Donald el 2003 a Adaptation: el lladre d'orquídies, Alec Guinness interpretant els vuit hereus a la pel·lícula de 1949 Kind Hearts and Coronets, Armie Hammer interpretant als bessons Cameron i Tyler Winklevoss el 2010 a La xarxa social o Lindsay Lohan interpretant a les germanes bessones Aline i Annie Parker el 1999 a The Parent Trap.

## Tècniques

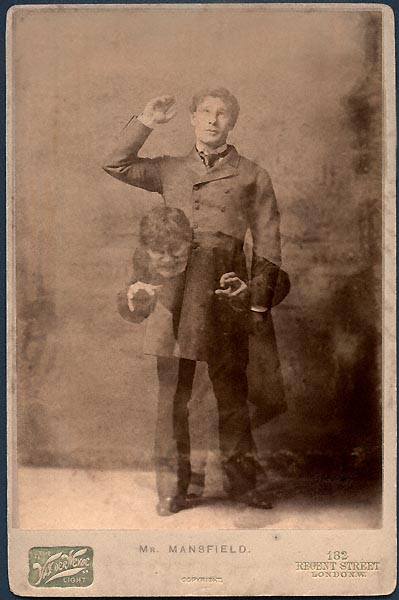
Richard Mansfield interpretant al teatre el doble paper de Jekill i Hyde a l'obra de 1888 adaptada de L'estrany cas del Dr. Jekyll i Mr. Hyde.

Al cinema i a la televisió, en moltes pel·lícules que inclouen un doble paper, els personatges encarnats per un mateix actor apareixen a la mateixa escena. Això requereix subterfugis tècnics, invocant en particular dobles de mida, corpulència i aparença properes a les de l'actor o actriu doblat.
Les pel·lícules més recents s'editen utilitzant tècniques de croma, ja sigui digitalment, transformant la cara del doble, o filmant en múltiples vegades i superposant els plans.